# مارو (خمیر)
مارو، روستایی در دهستان لاتیدان بخش کهورستان شهرستان خمیر در استان هرمزگان ایران است.

## جمعیت
بر پایه سرشماری عمومی نفوس و مسکن در سال ۱۳۹۵، جمعیت این روستا برابر با ۳۰۹ نفر (۸۹ خانوار) بوده‌است.